# Hver 8. Dag
Hver 14. Dag, forløberen for Hver 8. Dag, var et illustreret tidsskrift som George C. Grøn startede i 1895. For udgivelsen stod forfatteren Sophus Bauditz, som redaktør var forfatteren Alexander Schumacher ansat. Det første nummer blev trykt i 10.000 eksemplarer og de følgende numre i 5.000 eksemplarer. Indholdet i bladene var artikler om kunst og litteratur og underholdende stof som noveller og forsatte romaner. Bladet har tilsyneladende ikke været nogen succes.

## Bladets udvikling
I oktober 1896 ændres Hver 14. Dag til et ugeblad, Hver 8. Dag, med tilnavnet "Illustreret Ugeskrift" (senere tilnavnet "Illustreret Familieblad"). Alexander Schumacher var redaktør i hvert fald en tid på bladet, men Sophus Bauditz var ikke længere udgiver. Bladet kom i 20.000 eksemplarer på første nummeret derefter med et oplag på 10.000 og fra nr. 6 i 8.000 eksemplarer. Bladet var nu på en forbedret papirkvalitet og med farvetryk af reproduktioner, i første nummer var en gengivelse af maleren Holger H. Jerichaus Loggia på Capri.
Udgivelsen var ikke nogen succes, oplagstallet faldt i løbet af 1897 og endte i 6.000 eksemplarer. Dette har sikkert været grunden til at George C. Grøn selv overtog jobbet som redaktør. Nu var Grøn i samarbejde med forlaget Gyldendal og havde kontor hos dem. Forfatteren Sven Lange blev tilknyttet bladet og var i nogle numre ansvarshavende redaktør. Første nummer med Grøn som redaktør blev tryk i 60.000 eksemplarer og derefter blev antallet 45.000.
Fra starten af 1898 udkom Hver 8. Dag i en norsk udgave. I januar 1898 trykkedes 38.000 hvoraf 10.000 var til Norge, senere på året faldt oplaget til 27.000 hvoraf de 4.000 var til Norge.
Under Hver 8. Dags paraply udgives en række tillæg: Hver 8 Dags Roman Bibliotek, Hver 8. Dags musik og sang. Ved at abonnere på Roman Biblioteket for 10 øre fik man et 16 siders tillæg med tidens populære romaner med illustrationer. Hver 8. Dags musiktillæg var et nodehæfte i farvetryk på otte sider også for 10 øre, Olfert Jespersen var redaktør. Musiktillægget blev lanceret i december 1898.
I 1898 forlader Sven Lange Hver 8. Dag for at rejse til øen Samoa. Grøn overtager i 1899 bladet for egen regning, og i 1900 sælger han bladet til Odin Drewes. Grøn tager derefter til Paris og bor der til 1910. I 1911 overtager Grøn igen Hver 8. Dag.
Holger Jerrild var bladets sidste redaktør 1918-28 og 1923-28 tillige bladets sidste udgiver.

## Redaktion
Denne liste er ufuldstændig; hjælp gerne med at udfylde den.
- 1895-1897[1]: Alex Schumacher
- 1897-1900: George C. Grøn
- 1897: Sven Lange – I nogle numre var han ansvarshavende redaktør[2]
- ?-?: Hans Treschow
- 1911-?: George C. Grøn
- 1918-1928: Holger Jerrild

- Billeder fra bladet omkring 1900
- Lyngby-Vedbæk Jernbanes indvielse i 1900
- Kjøbenhavns Telefon Aktieselskabs lokaler i Jorcks Passage, o. 1900
- Ølvogne på Tuborg, 1900